# RASopátiás betegség
A RASopátiás betegségek csíravonal-mutáció által okozott fejlődési rendellenességek. Azokat a géneket érintik, amelyek a jelátvitelt vezérlő RAS-alcsaládot és mitogén-aktivált fehérjekinázokat (MAPK) módosítják. Ide tartoznak:
- Kapilláris malformáció–arteriovénás malformáció szindróma
- Automimmun limfoproliferatív szindróma
- Kardio-facio-kután szindróma (CFC-szindróma)
- Örökletes foghús-fibromatózis
- Neurofibromatózis (I-es típus)
- Noonan-szindróma
- Costello-szindróma (Noonan-szerű)
- Legius-szindróma (Noonan-szerű)
- LEOPARD-szindróma (Noonan-szerű)

## Fordítás
Ez a szócikk részben vagy egészben  a   RASopathy című angol Wikipédia-szócikk fordításán alapul.  Az eredeti cikk szerkesztőit annak laptörténete sorolja fel. Ez a jelzés csupán a megfogalmazás eredetét és a szerzői jogokat jelzi, nem szolgál a cikkben szereplő információk forrásmegjelöléseként.

## Külső hivatkozások
- RASopátiás Hálózat, USA Hozzáférés: 2014. július 6.
- A RAS útvonalat érintő szindrómákról (RASopátiás Hálózat) Hozzáférés: 2014. július 6.